# Heinrich Schwabe
Samuel Heinrich Schwabe (født 25. oktober 1789 i Dessau, død 11. april 1875 samme sted) var en tysk astronom og botaniker.
Schwabe arbejdede som farmaceut, men solgte apoteket i 1829 for at kunne vie sit liv til astronomien. På sit privatobservatorium gjorde han en række værdifulde observationer af solen, månen, planeterne og flere kometer.
Resultaterne fra disse observationer udgav han i en række artikler i tidsskrifter. Den største anerkendelse fik han for opdagelsen af solpletternes periode (1843). I 1857 modtog han Royal Astronomical Societys guldmedalje.
I 1838 udgav han Flora Anhaltina, et omfattende værk over vegetationen i Anhalt, hans hjemegn.